# Zenit Modena Football Club 1958-1959
Questa pagina raccoglie le informazioni riguardanti lo Zenit Modena Football Club nelle competizioni ufficiali della stagione 1958-1959.

## Rosa
| N. |                   | Ruolo | Calciatore              |
| -- | ----------------- | ----- | ----------------------- |
|    | Italia (bandiera) | D     | Romano Agostinelli      |
|    | Italia (bandiera) | D     | Francesco Aguzzoli      |
|    | Italia (bandiera) | C     | Ermanno Barbolini (III) |
|    | Italia (bandiera) | C     | Giorgio Barbolini (I)   |
|    | Italia (bandiera) | A     | Giancarlo Bolognesi     |
|    | Italia (bandiera) | P     | Luigi Brotto            |
|    | Italia (bandiera) | C     | Cesare Campagnoli       |
|    | Italia (bandiera) | D     | Giordano Cattani        |
|    | Italia (bandiera) | D     | Michele Chirico         |
|    | Italia (bandiera) | C     | Pier Luigi Cignani      |
|    | Italia (bandiera) | A     | Giancarlo Fogliani      |
|    | Italia (bandiera) | C     | Franco Franchini        |

| N. |                   | Ruolo | Calciatore           |
| -- | ----------------- | ----- | -------------------- |
|    | Italia (bandiera) | C     | Angelo Gandini       |
|    | Italia (bandiera) | A     | Gianni Goldoni       |
|    | Italia (bandiera) | P     | Manlio Grandi        |
|    | Italia (bandiera) | C     | Gianni Grossi        |
|    | Italia (bandiera) | C     | Oriello Lugli        |
|    | Italia (bandiera) | C     | Angelo Ottani        |
|    | Italia (bandiera) | A     | Franco Panza         |
|    | Italia (bandiera) | A     | Giancarlo Pomelli    |
|    | Italia (bandiera) | A     | Adelmo Ponzoni       |
|    | Italia (bandiera) | A     | Luigi Scarascia      |
|    | Italia (bandiera) | C     | Giulio Cesare Spagni |
|    | Italia (bandiera) | A     | Ugo Tomeazzi         |
|    | Italia (bandiera) | D     | Gianfranco Rocchetti |

## Risultati

### Serie B

#### Girone di andata
| 8 gennaio 1958 1ª giornata | Zenit Modena | 1 – 0 | Sambenedettese |  |

| 28 settembre 1958 2ª giornata | Cagliari | 0 – 0 | Zenit Modena |  |

| 5 ottobre 1958 3ª giornata | Zenit Modena | 1 – 1 | Vigevano |  |

| 12 ottobre 1958 4ª giornata | Catania | 3 – 0 | Zenit Modena |  |

| 19 ottobre 1958 5ª giornata | Messina | 2 – 0 | Zenit Modena |  |

| 26 ottobre 1958 6ª giornata | Zenit Modena | 1 – 0 | Reggiana |  |

| 2 novembre 1958 7ª giornata | Verona | 4 – 1 | Zenit Modena |  |

| 16 novembre 1958 8ª giornata | Parma | 2 – 2 | Zenit Modena |  |

| 23 novembre 1958 9ª giornata | Zenit Modena | 0 – 1 | Novara |  |

| 30 novembre 1958 10ª giornata | Prato | 0 – 1 | Zenit Modena |  |

| 7 dicembre 1958 11ª giornata | Zenit Modena | 3 – 0 | Como |  |

| 14 dicembre 1958 12ª giornata | Simmenthal-Monza | 0 – 1 | Zenit Modena |  |

| 21 dicembre 1958 13ª giornata | Lecco | 2 – 0 | Zenit Modena |  |

| 15 dicembre 1946 14ª giornata | Zenit Modena | 0 – 0 | Palermo |  |

| 4 gennaio 1959 15ª giornata | Zenit Modena | 0 – 2 | Venezia |  |

| 11 gennaio 1959 16ª giornata | Taranto | 2 – 1 | Zenit Modena |  |

| 18 gennaio 1959 17ª giornata | Brescia | 0 – 0 | Zenit Modena |  |

| 25 gennaio 1959 18ª giornata | Zenit Modena | 0 – 0 | Marzotto Valdagno |  |

| 1º febbraio 1959 19ª giornata | Zenit Modena | 0 – 1 | Atalanta |  |

#### Girone di ritorno
| 8 febbraio 1959 20ª giornata | Sambenedettese | 2 – 0 | Zenit Modena |  |

| 15 febbraio 1959 21ª giornata | Zenit Modena | 0 – 0 | Cagliari |  |

| 22 febbraio 1959 22ª giornata | Vigevano | 1 – 3 | Zenit Modena |  |

| 1º marzo 1959 23ª giornata | Zenit Modena | 2 – 1 | Catania |  |

| 8 marzo 1959 24ª giornata | Zenit Modena | 3 – 2 | Messina |  |

| 15 marzo 1959 25ª giornata | Reggiana | 1 – 0 | Zenit Modena |  |

| 19 marzo 1959 26ª giornata | Zenit Modena | 1 – 1 | Verona |  |

| 22 marzo 1959 27ª giornata | Zenit Modena | 2 – 2 | Parma |  |

| 29 marzo 1959 28ª giornata | Novara | 3 – 1 | Zenit Modena |  |

| 5 aprile 1959 29ª giornata | Zenit Modena | 0 – 2 | Prato |  |

| 12 aprile 1959 30ª giornata | Como | 1 – 1 | Zenit Modena |  |

| 19 aprile 1959 31ª giornata | Zenit Modena | 1 – 0 | Simmenthal-Monza |  |

| 26 aprile 1959 32ª giornata | Zenit Modena | 2 – 2 | Lecco |  |

| 3 maggio 1959 33ª giornata | Palermo | 1 – 1 | Zenit Modena |  |

| 10 maggio 1959 34ª giornata | Venezia | 1 – 0 | Zenit Modena |  |

| 17 maggio 1959 35ª giornata | Zenit Modena | 1 – 1 | Taranto |  |

| 24 maggio 1959 36ª giornata | Zenit Modena | 2 – 2 | Brescia |  |

| 31 maggio 1959 37ª giornata | Marzotto Valdagno | 1 – 2 | Zenit Modena |  |

| 6 giugno 1959 38ª giornata | Atalanta | 1 – 0 | Zenit Modena |  |

## Statistiche

### Statistiche di squadra
| Competizione | Punti | In casa | In casa | In casa | In casa | In casa | In casa | In trasferta | In trasferta | In trasferta | In trasferta | In trasferta | In trasferta | Totale | Totale | Totale | Totale | Totale | Totale | DR  |
| Competizione | Punti | G       | V       | N       | P       | Gf      | Gs      | G            | V            | N            | P            | Gf           | Gs           | G      | V      | N      | P      | Gf     | Gs     | DR  |
| ------------ | ----- | ------- | ------- | ------- | ------- | ------- | ------- | ------------ | ------------ | ------------ | ------------ | ------------ | ------------ | ------ | ------ | ------ | ------ | ------ | ------ | --- |
| Serie B      | 34    | 19      | 6       | 9       | 4       | 20      | 18      | 19           | 4            | 5            | 10           | 14           | 27           | 38     | 10     | 14     | 14     | 34     | 45     | -11 |
| Coppa Italia |       | -       | -       | -       | -       | -       | -       | 1            | 0            | 0            | 1            | 0            | 2            | 1      | 0      | 0      | 1      | 0      | 2      | -2  |
| Totale       |       | 19      | 6       | 9       | 4       | 20      | 18      | 20           | 4            | 5            | 11           | 14           | 29           | 39     | 10     | 14     | 15     | 34     | 47     | -13 |

### Statistiche dei giocatori
| Giocatore          | Serie B  | Serie B | Coppa Italia | Coppa Italia | Totale   | Totale |
| Giocatore          | Presenze | Reti    | Presenze     | Reti         | Presenze | Reti   |
| ------------------ | -------- | ------- | ------------ | ------------ | -------- | ------ |
| R. Agostinelli     | 34       | 0       | ?            | ?            | 34+      | 0+     |
| F. Aguzzoli        | 32       | 0       | ?            | ?            | 32+      | 0+     |
| E. Barbolini (III) | 1        | 0       | ?            | ?            | 1+       | 0+     |
| G. Barbolini (I)   | 32       | 7       | ?            | ?            | 32+      | 7+     |
| G. Bolognesi       | 27       | 5       | ?            | ?            | 27+      | 5+     |
| L. Brotto          | 38       | -45     | ?            | ?            | 38+      | -45+   |
| C. Campagnoli      | 36       | 7       | ?            | ?            | 36+      | 7+     |
| G. Cattani         | 7        | 1       | ?            | ?            | 7+       | 1+     |
| M. Chirico         | 6        | 0       | ?            | ?            | 6+       | 0+     |
| P. Cignani         | 2        | 0       | ?            | ?            | 2+       | 0+     |
| G. Fogliani        | 1        | 0       | ?            | ?            | 1+       | 0+     |
| F. Franchini       | 1        | 0       | ?            | ?            | 1+       | 0+     |
| A. Gandini         | 13       | 0       | ?            | ?            | 13+      | 0+     |
| G. Goldoni         | 24       | 5       | ?            | ?            | 24+      | 5+     |
| G. Grossi          | 30       | 1       | ?            | ?            | 30+      | 1+     |
| O. Lugli           | 20       | 1       | ?            | ?            | 20+      | 1+     |
| A. Ottani          | 35       | 0       | ?            | ?            | 35+      | 0+     |
| F. Panza           | 2        | 1       | ?            | ?            | 2+       | 1+     |
| G. Pomelli         | 7        | 0       | ?            | ?            | 7+       | 0+     |
| A. Ponzoni         | 33       | 4       | ?            | ?            | 33+      | 4+     |
| L. Scarascia       | 5        | 1       | ?            | ?            | 5+       | 1+     |
| G. Spagni          | 19       | 0       | ?            | ?            | 19+      | 0+     |
| U. Tomeazzi        | 13       | 1       | ?            | ?            | 13+      | 1+     |